# Champ Car Series 1979
De Champ Car Series 1979 was het eerste CART kampioenschap. Het werd gewonnen door Rick Mears. Hij won ook de race op het circuit van Indianapolis.

## Races
|    | Datum        | Circuit                                  | Winnaar           | Tweede           | Derde             | Pole position     |
| 1  | 11 maart     | Phoenix International Raceway            | Gordon Johncock   | Rick Mears       | Johnny Rutherford | Bobby Unser       |
| 2  | 22 april     | Atlanta Motor Speedway (race 1)          | Johnny Rutherford | Lee Kunzman      | Tom Sneva         | Johnny Rutherford |
| 3  | 22 april     | Atlanta Motor Speedway (race 2)          | Johnny Rutherford | Rick Mears       | Al Unser Sr.      | Johnny Rutherford |
| 4  | 27 mei       | Indianapolis Motor Speedway              | Rick Mears        | A.J. Foyt        | Mike Mosley       | Rick Mears        |
| 5  | 10 juni      | Trenton Speedway (race 1)                | Bobby Unser       | Al Unser Sr.     | Gordon Johncock   | Gordon Johncock   |
| 6  | 10 juni      | Trenton Speedway (race 2)                | Bobby Unser       | Wally Dallenbach | Johnny Rutherford | Bobby Unser       |
| 7  | 15 juli      | Michigan International Speedway (race 1) | Gordon Johncock   | Mike Mosley      | Johnny Rutherford | Bobby Unser       |
| 8  | 15 juli      | Michigan International Speedway (race 2) | Bobby Unser       | Tom Sneva        | Al Unser Sr.      | Gordon Johncock   |
| 9  | 5 augustus   | Watkins Glen                             | Bobby Unser       | Rick Mears       | Gordon Johncock   | Al Unser Sr.      |
| 10 | 19 augustus  | Trenton Speedway                         | Rick Mears        | Bobby Unser      | Tom Sneva         | Bobby Unser       |
| 11 | 2 september  | Ontario Motor Speedway                   | Bobby Unser       | Rick Mears       | Mario Andretti    | Rick Mears        |
| 12 | 15 september | Michigan International Speedway          | Bobby Unser       | Tom Sneva        | Rick Mears        | Bobby Unser       |
| 13 | 30 september | Atlanta Motor Speedway                   | Rick Mears        | Gordon Johncock  | Bobby Unser       | Bobby Unser       |
| 14 | 20 oktober   | Phoenix International Raceway            | Al Unser Sr.      | Bobby Unser      | Rick Mears        | Bobby Unser       |

## Eindrangschikking (Top 10)
| Rank | Rijder            | Ptn  |
| ---- | ----------------- | ---- |
| 1.   | Rick Mears        | 4060 |
| 2.   | Bobby Unser       | 3820 |
| 3.   | Gordon Johncock   | 2211 |
| 4.   | Johnny Rutherford | 2163 |
| 5.   | Al Unser Sr.      | 2085 |
| 6.   | Danny Ongais      | 1473 |
| 7.   | Tom Sneva         | 1360 |
| 8.   | Tom Bagley        | 1208 |
| 9.   | Wally Dallenbach  | 1149 |
| 10.  | Mike Mosley       | 1126 |

1979 · 
1980 ·
1981 ·
1982 ·
1983 ·
1984 ·
1985 ·
1986 ·
1987 ·
1988 ·
1989 ·
1990 ·
1991 ·
1992 ·
1993 ·
1994 ·
1995 ·
1996 ·
1997 ·
1998 ·
1999 ·
2000 ·
2001 ·
2002 ·
2003 ·
2004 ·
2005 ·
2006 ·
2007